# Morgan Peissel
Pour les articles homonymes, voir Peissel.
Morgan Peissel est un aventurier et un marin américain. Il a réalisé avec une expédition la première traversée d'est en ouest du détroit de McClure dans l'Arctique canadien.

## Biographie

### Jeunesse
Né à Cuernavaca, il est le fils de l'explorateur Michel Peissel, le demi-frère de l'acteur Olivier Peissel, et grandit dans le village de Cadaqués, en Espagne, avant de partir aux États-Unis et d'emménager à Cambridge dans le Massachusetts.

### Formation
En 2002, à l'age de quinze ans, il rejoint son père durant une expédition au Tibet à la recherche de motifs artistiques scythes censés être disparus depuis 2000 ans mais qui seraient encore présents dans les productions d'artisans tibétains.

### Carrière
En 2012, à bord du voilier S/V Belzebub II, Morgan Peissel, en compagnie de Nicolas Peissel et Edvin Buregren, réalise la première traversée d'est en ouest du détroit de McClure dans l'Arctique canadien,. L'équipement du voilier comprend une caméra réseau AXIS Q6034, montée en hauteur sur le mât, pour filmer la navigation alors que le bateau traverse le détroit. Morgan Peissel photographie à cette occasion le détroit glacé de McClure. Les navigateurs déclarent à l'issue de leur expédition : « Notre navigation à travers un détroit qui était toujours resté bloqué par la banquise par le passé est une preuve irréfutable du retrait des glaces polaires». 
Après leur retour, le bureau de l'ancien vice-président américain Al Gore contacte les membres de l'expédition et leur demande le droit d'utiliser certaines de leurs photos dans les présentations de Gore sur les effets du changement climatique. Refusant l'argent pour les photos, ils demandent à Gore de les payer en compensant le carbone qu'ils ont utilisé pour leur voyage.
En 2013, il passe par Nome en Alaska, Stanley aux Iles Falkland, Zanskar en Inde, Horta aux Açores, Tuktoyaktuk au Canada et Santiago au Chili[réf. nécessaire].

## Mort
Il meurt en état d'ébriété, heurté par une rame du métro de la ligne rouge du Massachusetts Bay Transportation Authority sur les voies à Cambridge, près de la station Kendall MIT le 5 novembre 2021. Sa mère se demande pourquoi rien n'a été fait pour empêcher la rame de rouler alors que son fils était sur les voies.